# Семилуки (село)
Семилуки — село в Семилукском районе Воронежской области. Административный центр Семилукского сельского поселения.

## География
Располагается на правом берегу реки Дон.

### Улицы
- ул. 35 лет Победы,
- ул. 50 лет Победы,
- ул. 8 Марта,
- ул. Беляева,
- ул. Берегового,
- ул. Бийская,
- ул. Васильева,
- ул. Горького,
- ул. Донская,
- ул. Дубравная,
- ул. Заречная,
- ул. Зелёная,
- ул. Калинина,
- ул. Каштановая,
- ул. Кирова,
- ул. Комарова,
- ул. Коммунальная,
- ул. Комсомольская,
- ул. Космонавтов,
- ул. Крымова,
- ул. Лазурная,
- ул. Ленина,
- ул. Лесная,
- ул. Липовая,
- ул. Ломоносова,
- ул. Молодёжная,
- ул. Некрасова,
- ул. Огнеупорщиков,
- ул. Октябрьская,
- ул. Полевая,
- ул. Расторгуева,
- ул. Речная,
- ул. Садовая,
- ул. Светлая,
- ул. Склярова,
- ул. Солнечная,
- ул. Строителей,
- ул. Тенистая,
- ул. Тихая,
- ул. Транспортная,
- ул. Труда,
- ул. Ушакова,
- ул. Феоктистова,
- ул. Чапаева,
- ул. Щеголевых,
- пер. Лесной.

## История
Название села Семилуки пришло от местного топонима «семь излук» — семь изгибов Дона. Село расположено в живописном месте, где река Дон делает семь поворотов.
В XIX веке и в начале XX столетия на территории села Семилуки были обнаружены клады татарских монет XIV века, среди которых была новгородская полтина с надписью «Андъко» с таможенными знаками русских князей, а также погребения и другие находки. В 1389 году по Дону проплывал новоизбранный московский митрополит Пимен, на территории села Семилук встречался с елецким князем Юрием, владения которого кончались у села.
В селе Семилуки найдены погребения и клад XV столетия, в котором хранились джугитские монеты времён Куликовской битвы. В селе Ендовище также найдены городища, датирующиеся XV—XVIII веками.
В 1620 году рядом с селом был основан Семилукский Спасо-Преображенский монастырь. Этот монастырь был упразднён в 1769 г., соборная церковь монастыря обращена в приходскую церковь села Семилуки.
В 1920-х годах в селе была создана коммуна. Впечатления от неё отражены в романе Андрея Платонова «Чевенгур».
В период Великой Отечественной войны село было оккупировано немцами.

## Население
| 1859 | 1897  | 2010  |
| ---- | ----- | ----- |
| 1108 | ↘1099 | ↗2406 |

### Известные люди
Здесь похоронена жительница села — Прасковья Ивановна Щёголева, спасшая во время войны Михаила Тихоновича Мальцева, пилота 825-го штурмового авиационного полка 225-й авиационной дивизии.